# Val-de-Cognac
Val-de-Cognac est une commune française située dans le département de la Charente, en région Nouvelle-Aquitaine. Créée le 1er janvier 2024, elle est issue de la fusion des communes de Cherves-Richemont et Saint-Sulpice-de-Cognac.

## Géographie

### Localisation
La commune nouvelle de Val-de-Cognac se trouve à l'extrême-ouest du département de la Charente, dans la petite région agricole du Cognaçais et le micro-pays des Borderies. À vol d'oiseau, elle se situe à 41,3 km d'Angoulême, préfecture du département, et à 6,2 km de Cognac, sous-préfecture. La commune fait en outre partie du bassin de vie de Cognac.
Les communes les plus proches sont : Mesnac (3,9 km), Louzac-Saint-André (4,3 km), Burie (4,8 km), Javrezac (5 km), Le Seure (5,1 km), Chérac (6,5 km), Boutiers-Saint-Trojan (6,7 km), Migron  (6,8 km) et Mons (8,9 km).
| Migron (Charente-Maritime), Burie (Charente-Maritime)                      | Le Seure (Charente-Maritime), Mesnac | Mons (Charente-Maritime), Bréville |
| Saint-Bris-des-Bois (Charente-Maritime), Saint-Césaire (Charente-Maritime) | Val-de-Cognac                        | Sainte-Sévère, Réparsac, Nercillac |
| Chérac (Charente-Maritime), Louzac-Saint-André                             | Javrezac                             | Boutiers-Saint-Trojan, Cognac      |

### Évolution du territoire
De 1793 à 1867, Cherves, Crouin, Richemont et Saint-Sulpice sont autonomes. En 1867, Cherves absorbe, pour partie, Crouin, et est renommée Cherves-de-Cognac en 1956. En 1933, Saint-Sulpice est renommée Saint-Sulpice-de-Cognac. En 1972 elle fusionne avec Richemont pour former la commune de Cherves-Richemont. Le 1er janvier 2024, elles sont fusionnées sous le régime de la commune nouvelle pour créer la commune de Val-de-Cognac, qui a statut de collectivité territoriale. Les deux anciennes communes sont déléguées et disposent d'une annexe de la mairie dans laquelle sont établis les actes de l'état-civil concernant les habitants de la commune déléguée.

### Géologie et relief
La superficie de la commune est de 61,76 km2. L'altitude du territoire communal varie de 5 mètres à 104 mètres.

### Hydrographie
- L'Antenne[9], affluent de la rive droite de la Charente, qui arrose Cherves et Saint-Sulpice ;
- le Fossé du Roi[10], ruisseau canalisé, qui traverse Cherves-Richemont.

## Urbanisme

### Typologie
Au 1er janvier 2024, Val-de-Cognac est catégorisée commune rurale à habitat dispersé, selon la nouvelle grille communale de densité à 7 niveaux définie par l'Insee en 2022.
Elle est située hors unité urbaine. Par ailleurs la commune fait partie de l'aire d'attraction de Cognac, dont elle est une commune de la couronne,. Cette aire, qui regroupe 44 communes, est catégorisée dans les aires de 50 000 à moins de 200 000 habitants,.

## Histoire
Le 1er janvier 2024, Cherves-Richemont et Saint-Sulpice-de-Cognac fusionnent pour créer la commune nouvelle de Val-de-Cognac. Cette fusion a été validée par les deux conseils municipaux le 26 avril 2023 et avalisée par un arrêté préfectoral du 25 septembre 2023.

## Politique et administration

### Rattachements administratifs et électoraux

#### Circonscriptions de rattachement
Val-de-Cognac et ses communes déléguées appartiennent à l'arrondissement de Cognac et au canton de Cognac-1 depuis le redécoupage cantonal de 2014. Avant cette date, les deux communes déléguées étaient rattachées au canton de Cognac-Nord.
Pour l'élection des députés, la commune nouvelle fait partie de la deuxième circonscription de la Charente, représentée depuis juin 2017 par Sandra Marsaud (RE-TdP).

#### Intercommunalité
La commune de Val-de-Cognac est membre de la communauté d'agglomération du Grand Cognac, un établissement public de coopération intercommunale (EPCI) à fiscalité propre créé le 1er janvier 2017 dont le siège est à Cognac.
Elle fait aussi partie du PETR Ouest Charente - Pays du Cognac, pôle d'équilibre territorial et rural dont le siège est à Jarnac.

#### Institutions judiciaires
Sur le plan des institutions judiciaires, la commune relève du tribunal de proximité de Cognac, du tribunal judiciaire, du tribunal pour enfants, du conseil de prud’hommes et du tribunal de commerce d'Angoulême, du tribunal administratif de Poitiers, de la cour d’appel et de la cour administrative d'appel de Bordeaux.

### Communes déléguées
| Nom                       | Code Insee | Intercommunalité   | Superficie (km2) | Population (dernière pop. légale) | Densité (hab./km2) |
| ------------------------- | ---------- | ------------------ | ---------------- | --------------------------------- | ------------------ |
| Cherves-Richemont (siège) | 16097      | CA du Grand Cognac | 37,94            | 2 285 (2021)                      | 60                 |
| Saint-Sulpice-de-Cognac   | 16355      | CA du Grand Cognac | 23,82            | 1 183 (2021)                      | 50                 |

### Tendances politiques et résultats
| Année                  | 1er tour | 1er tour                                                                 | 1er tour | 1er tour | 1er tour | 1er tour | 1er tour | 1er tour | 1er tour | 1er tour | 1er tour | 1er tour | 1er tour | 2d tour     | 2d tour     | 2d tour     | 2d tour     | 2d tour     | 2d tour     | 2d tour            | 2d tour            | 2d tour            | 2d tour            | 2d tour            | 2d tour            | 2d tour     |
| Année                  | 1er      | 1er                                                                      | 1er      | %        | 2e       | 2e       | %        | 3e       | 3e       | %        | 4e       | 4e       | %        | 1er         | 1er         | %           | 2e          | 2e          | %           | 3e                 | 3e                 | %                  | 4e                 | 4e                 | %                  |             |
| ---------------------- | -------- | ------------------------------------------------------------------------ | -------- | -------- | -------- | -------- | -------- | -------- | -------- | -------- | -------- | -------- | -------- | ----------- | ----------- | ----------- | ----------- | ----------- | ----------- | ------------------ | ------------------ | ------------------ | ------------------ | ------------------ | ------------------ | ----------- |
|                        |          |                                                                          |          |          |          |          |          |          |          |          |          |          |          |             |             |             |             |             |             |                    |                    |                    |                    |                    |                    |             |
| Élections législatives |          |                                                                          |          |          |          |          |          |          |          |          |          |          |          |             |             |             |             |             |             |                    |                    |                    |                    |                    |                    |             |
| 2024                   | 2024     |                                                                          | RÀD      | 43,23    |          | EPR      | 27,04    |          | NFP      | 18,27    |          | LR       | 6,20     |             | RÀD         | 51,90       |             | EPR         | 48,10       | pas de 3e et de 4e | pas de 3e et de 4e | pas de 3e et de 4e | pas de 3e et de 4e | pas de 3e et de 4e | pas de 3e et de 4e |             |
| 2024                   | 2024     | 1er tour : 67,79 % de participation – 2d tour : 68,52 % de participation |          |          |          |          |          |          |          |          |          |          |          |             |             |             |             |             |             |                    |                    |                    |                    |                    |                    |             |
|                        |          |                                                                          |          |          |          |          |          |          |          |          |          |          |          |             |             |             |             |             |             |                    |                    |                    |                    |                    |                    |             |
| Élections européennes  |          |                                                                          |          |          |          |          |          |          |          |          |          |          |          |             |             |             |             |             |             |                    |                    |                    |                    |                    |                    |             |
| 2024                   | 2024     |                                                                          | RN       | 40,29    |          | RE       | 13,84    |          | PS       | 10,18    |          | REC      | 6,52     | tour unique | tour unique | tour unique | tour unique | tour unique | tour unique | tour unique        | tour unique        | tour unique        | tour unique        | tour unique        | tour unique        | tour unique |
| 2024                   | 2024     | 1er et unique tour : 52,26 % de participation                            |          |          |          |          |          |          |          |          |          |          |          |             |             |             |             |             |             |                    |                    |                    |                    |                    |                    |             |

### Liste des maires
| Période        | Période                      | Identité            | Étiquette | Qualité                                                                                   |
| -------------- | ---------------------------- | ------------------- | --------- | ----------------------------------------------------------------------------------------- |
| 8 janvier 2024 | En cours (au 9 janvier 2024) | Jean-Marc Girardeau | SE-DVD    | Retraité Vice-président de la CA du Grand Cognac Maire de Cherves-Richemont (2020 → 2023) |

Jusqu'en 2026, date des prochaines élections municipales, la commune nouvelle est administrée par un conseil municipal composé de l'ensemble des membres des conseils municipaux des deux anciennes communes.

## Jumelages
La commune de Val-de-Cognac n'est jumelée avec aucune autre commune. 

## Démographie
L'évolution du nombre d'habitants est connue à travers les recensements de la population effectués dans la commune depuis sa création.

En 2022, la commune comptait 3 455 habitants, en diminution de 3,52 % par rapport à 2016 (Charente : -0,44 %, France hors Mayotte : +1,21 %). La densité est de 56,3 hab/km2.
| 2020  | 2021  | 2022  |
| ----- | ----- | ----- |
| 3 479 | 3 468 | 3 455 |

## Vie locale

### Services publics
- Mairie déléguée de Saint-Sulpice-de-Cognac
- Mairie annexe de Richemont
- Point relais de La Poste, Cherves

### Enseignement et petite enfance

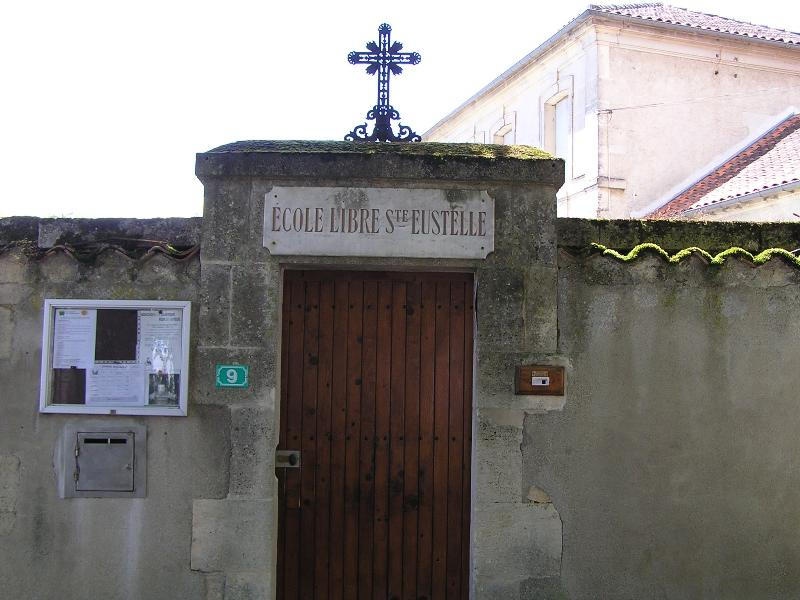
École privée Sainte-Eustelle de Cherves.

- Quatre écoles maternelles et primaires : 
  - École maternelle Jean-Marie-Weber (publique, Cherves)
  - École élémentaire Paul-Garandeau  (publique, Cherves)
  - École maternelle et primaire Sainte-Eustelle (privée, Cherves)
  - École primaire Buhet (publique, Saint-Sulpice)
- Un établissement d'enseignement agricole
  - Institut rural d'éducation et d'orientation (IREO) de Richemont
- Multi-accueil « Les Titous »
- Accueil de loisirs « La P'tite Pomme »

Val-de-Cognac et le département de la Charente relèvent de l'académie de Poitiers. Les établissements d'enseignement secondaire se situent à Cognac, les centres universitaires à Angoulême, Poitiers et La Rochelle.

### Santé, services d'urgence et sécurité
- Maison de santé pluridisciplinaire (MSP), Cherves

### Équipements culturels et sportifs
- Médiathèque municipale, Cherves
- Salle de spectacle L'Abaca, Cherves
- Salle des fêtes, Cherves
- Stade Francis-Paumero, Cherves
- Stade municipal, Saint-Sulpice
- Courts de tennis, Cherves

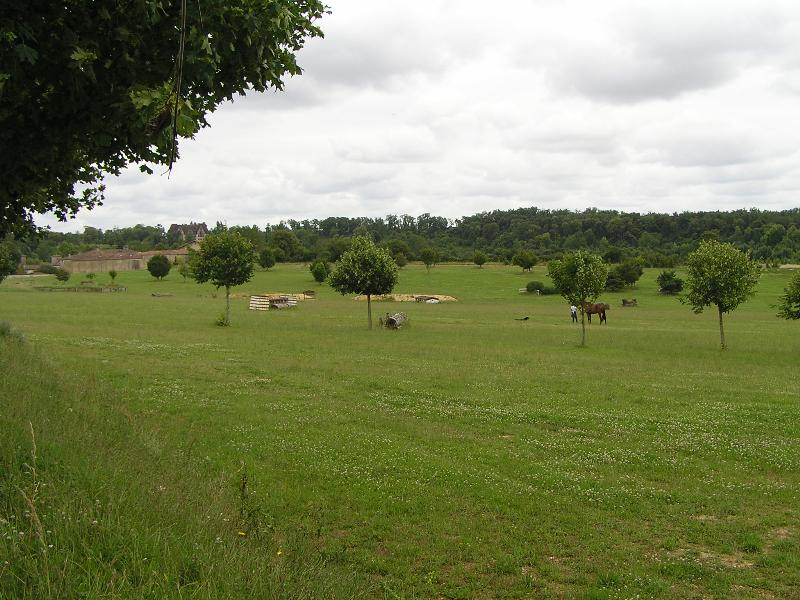
Centre équestre de Boussac.

- Centre équestre de Boussac, Cherves[Note 3]
- Boulodrome, Cherves

## Lieux et monuments

### Patrimoine architectural

#### Monuments classés et inscrits
La commune nouvelle abrite trois monuments historiques :
- L'église Saint-Vivien de Cherves-Richemont.
- L'église Saint-Sulpice.
- La pyramide sur le pont de Saint-Sulpice.

|                        |
| L'église Saint-Vivien. |

|                         |
| L'église Saint-Sulpice. |

|                                           |
| La pyramide sur le pont de Saint-Sulpice. |

## Personnalités liées à la commune

### Cherves-Richemont
- Jean Monnet : son grand-père habitait au lieu-dit l'Épine et Jean Monnet raconte qu'avec lui il allait à la pêche sur l'Antenne et qu'en sa compagnie il a pris goût aux longues promenades à pied.
- Jean Hennessy (1867-1944) : élu député de la Charente en 1924, ministre de l'Agriculture du 11 novembre 1928 au 21 février 1930. Battu puis élu député des Alpes-Maritimes en 1936, il fait partie des 80 parlementaires qui refusent le vote des pleins pouvoirs au Maréchal Pétain.
- Antonius Willems (1954-) : sculpteur qui réside à Richemont.
- Georges Ménier (1873-1967) : député de la Charente, maire de Cognac, conseiller d'arrondissement, est né dans la commune.